# Xah Màlik (amir)
Ghiyath al-Din Xah Màlik o Shah Malik, també esmentat per Yazdi com Màlik Xah (Malik Shah) i pel matla-assadein com Xah Mulk, fou un amir de Tamerlà i de Xah Rukh, governador un anys per al menys dues vegades de Coràsmia, que va operar al inicis del segle xv.

## Carrera militars sota Tamerlà
Era governador de Coràsmia i va acompanyar a Tamerlà en la campanya de l'Àsia Menor. El 1402 Tamerlà va enviar a l'amir Màlik Xah al front d'un binlik o minghan (un regiment de mil homes), per descobrir les posicions dels otomans. Malik Shah va fer una hàbil retirada i es va reunir al gruix de les forces de Tamerlà; informat per Malik Shah, Tamerlà va fer vigilar els moviments del sultà per un destacament de 60 guerrers considerats molt valents. Malik va participar en la batalla d'Ankara el 28 de juliol de 1402. Es va apoderar d'uns turons estratègics i va enfrontar als regiments serbis que són els que mes resistència van oferir. Després de la batalla va seguir a Tamerlà cap a Sivri Hisar i Kutahiya, on es van apoderar del tresor del beglerbeg d'Anatòlia Timurtaix i des de allí fou enviat juntament amb Abdul Karim ben Hajji Saif al-Din Barles contra les tropes otomanes errants entre Gerede i la península de Kodja-Eli i els límits de la província de Mentese. Malik Shah es va dirigir després a les províncies del sud; Keči Burlu a Hamid fou saquejada; Atalya (Antalya), a Teke, va patir la mateixa sort si bé allí van morir els amirs Shaikh Ali Seilani i Shaikh Hajji Sulduz. Malik Shah va assolar els emirats de Teke i Mentese i va arribar a les ribes de la mar Mediterrània. Tota la regió fou devastada retornant aleshores al campament imperial. Va estar també al setge i conquesta d'Esmirna on va tenir una actuació destacada.

## Al servei de Xah Rukh
Va retornar després a Coràsmia. El 1405 a la mort de Tamerla, es va posar al servei de Xah Rukh. Després de l'execució de Sultan Husayn, Sulayman Xah va exigir l'execució de Xah Malik i Anuixirvan Barles, els executors, cosa que Xah Rukh no va concedir. A l'estiu els kara tàtars, establerts per Tamerlà a Transoxiana, havien fugit i havien arribat a la regió de Makhan; Xah Rukh va enviar allí als amirs Said Khoja, Xah Màlik i Jahan Malik. En el seu camí Xah Malik va capturar a Sultan Ali, el seu germà Hasan Sultan, fills de Pirak Padxah de Gurgan, i a la esposa d'aquest, que havien fugit de Samarcanda i es dirigien cap a Astarabad. El príncep Pir Muhammad ibn Jahangir de Kabul, Gazni i Kandahar, designat hereu i que pretenia fer valer els seus drets, va anar de Kabul a Balkh (finals de l'any 1405) amb un exèrcit. Al hivern Pir Muhammad, que es trobava a Balkh, va demanar ajut a Xah Rukh del Khurasan que acabava de reconèixer a Khalil Sultan. Shah Rukh va enviar el seu fill Ulug Beg, governador (des de 1404) de Taixkent, Sayram, Yenghi, Akhira i Mogolistan, i al emir Xah Malik amb un exercit a Shaburgan i Ankhud, però no es va prendre cap iniciativa. A Andkhud i Xibarghan es van organitzar el districte i Xah Malik va capturar a dos agitadors, Isa i Khidr Khoja.

## Dues vegades al servei de Pir Muhammad
Xah Malik fou aleshores enviat a Balkh (febrer de 1406) i va participar en les converses entre Pir Muhammad ibn Jahangir i Khalil Sultan (aquest va manifestar que el mateix Déu que havia donat el tron a Tamerlà li havia donat ara a ell) i la guerra fou inevitable. Finalment Pir Muhammad va poder convèncer a Xah Malik de fer una campanya conjunta a Transoxiana. Es va lliurar batalla a Nasaf, prop de Karshi i Pir Muhammad fou derrotat (2 de març de 1406) i va haver de tornar enrere. Xah Malik va retornar a Badghis amb Xah Rukh.
Xah Mulk estava gelós de l'autoritat conferida a l'amir Said Khoja com amir al-umara i se’n va anar a servir altre cop a Pir Muhammad ibn Jahangir (abril) però a l'estiu del 1406 es va presentar a Xah Rukh a Kabuixan i va tornar a entrar al seu servei. Va participar en la batalla de Siah-Bilav al Mazanderan manant l'ala dreta junt amb ekl príncep Ulugh Beg (setembre de 1406). La primavera del 1407 estava a Tus quan va saber la rebel·lió de Muhammad Umar, el nou governador del Mazanderan. Després va prendre part a la campanya de Sistan i va fer de mediador en la rendició de Farah (tardor del 1408).

## Principals campanyes al servei de Xah Rukh[4]
Quan Xam-i Jahan, príncep del Mogolistan, va fer executar a Kodadad Husayni, va enviar el seu cap a Xah Malik (estiu del 1409). Els custodis de Khalil Sultan, fins feia poc presoner de Kodadad, s’havien dirigit a la fortalesa d'Alla Kuh on estava Abd al-Khalik, el fill de Kodadad, i Xah Rukh va enviar a Xah Malik i altres amirs contra Alla Kuh amb ordre de capturar a tothom de la fortalesa; Xah Malik es va dirigir a la fortalesa i la van assetjar però Abd al-Khalik i el mateix Khalil Sultan van manifestar que no era necessària ja que ells mateixos anirien a la cort de Xah Rukh per sotmetre's (estiu del 1409). A la tardor Xah Rukh va nomenar al seu fill Ulugh Beg com a governador de Transoxiana i el Turkestan i a Xah Mulk (amb el lakab de Ghiyath al-Din) el va nomenar el seu gran noyan o amir principal.
A primers d'abril de 1410 l'amir Xaikh Nur al-Din es va revoltar al front d'un grup d'homes, a la rodalia de Samarcanda. Ulugh Beg va haver de fugir. L'amir Xah Malik va sortir de la ciutat i va enfrontar als sediciosos a la rodalia de Kizil Ribat i Xah Malik fou derrotat (probablement el 28 de maig de 1410) i es va haver de retirar cap a Karatepe, a la muntanya d'Alakrak (entre Samarcanda i Xahrisabz). Mentre Nur al-Din era a Tirmidh, Xah Malik va retornar a Samarcanda i l'exèrcit de Xah Rukh es va acostar al riu Jihun. El 30 de juny de 1410 (dissabte i no divendres com diu a la font) l'exèrcit imperial va travessar el riu. Nur al-Din va sortir de Samarcanda per anar a enfrontar-lo; per la seva banda Xah Malik també va sortir de Samarcanda per anar a buscar a Nur al-Din; aquest veient que el perseguien, va girar i va enfrontar inesperadament a Xah Mulk, al que va derrotar completament; l'exèrcit rebel es va veure incrementat per un moment i reforçat per les armes i els tresors capturats.
Xah Malik va tornar a Samarcanda altre cop derrotat i allí es va trobar amb Amirak Ahmad que havia arribat amb 500 homes des del seu govern a Uzkent i van tornar a sortir de Samarcanda, marxant primer a l'urdu (campament) imperial, on van baixar el tapis del tron. Nur al-Din fou derrotat en la batalla de Kizil Ribat el 21 de juliol de 1410.
Xah Malik fou enviat a Otrar amb un fort exèrcit; va fer una incursió al país dels mogols o jats i va obtenir força botí (hivern del 1410) i allí va poder comprovar que Xaikh Nur al-Din estava establert a Sabran (Àsia central). Retornat a Samarcanda se'l va enviar contra Sabran (gener del 1411), ciutat de la que Nur al-Din va fugir. Però Xah Malik se’n va adonar que una vegada retornés a Samarcanda amb les seves tropes, Nur al-Din tornaria al lloc; per això va concertar una emboscada amb Abd al-Khalik, el fill de Kodadad i enemic jurat de Nur al-Din; l'emboscada va reeixir, però Abd al-Khalik va deixar fugir a Nur al-Din.
Aquest tenia el suport de Muhammad Khan i uns enviats de Xah Malik es van presentar al kan, però a petició de Nur al-Din aquests enviats foren fets presoners. Muhammad Khan va decidir envair Transoxiana i Xah Malik va retornar a Samarcanda i va demanar instruccions a l'emperador que el va enviar a combatre contra els mogols que estaven assetjant Sairam (que estava en mans dels homes d'Abd al-Khalik, el fill de Kodadad Husayni); els mogols al saber que s’acostava i van decidir presentar batalla; però Xah Malik va enviar un grup de sapadors que es va infiltrar per darrer dels enemics i quan estaven acampats i es creien segurs, van fer un atac que va desorganitzar totalment el campament; els atacants es van emportar sis mil cavalls i els mogols es van escampar (finals de maig o primers de juny del 1411).
Muhammad Khan va optar per la pau i va enviar una ambaixada a Xah Malik on oferia restablir les bones relacions i renunciava a donar suport a Nur al-Din; Xah Malik va acceptar i va enviar també una ambaixada amb regals pel kan i la pau fou segellada. Aleshores Xah Mulk va entrar a Mogolistan per anar contra Nur al-Din; va fer un pont al Sihun i Nur al-Din, assabentat, va enviar un emissari per demanar a Xah Malik restaurar l'amistad i la pau; Xah Malik va demanar alguns hostatges entre els quals la princesa Tuman Agha, i un germà i un fill de Nur al-Din; tambe va buscar la mediació d'altres amirs que van enviar diverses delegacions. Xah Malik va anar aleshores a la vora de Sabran i va oferir la pau a Nur al-Din però fent aquest confessió de les seves faltes. Nur al-Din va demanar tractar personalment la qüestió i va convocar a Xah Malik i dos servidors a la porta de la fortalesa de Sabran on ell mateix aniria també amb dos servidors. L'entrevista es va fer però no hi va haver acord; quan uns amirs retornaven d'una de les rondes negociadores, un servidor de nom Pir Padak va poder acostar-se a l'amir i li va tallar el cap; Xah Malik el va recompensar i va posar setge a Sabran que (la font no ho especifica) es va rendir.

## Darrers anys
Ulugh Beg no estava a gust amb Xah Mulk com a gran noyan, i Xah Rukh va cridar al general al Khurasan (província mongola) (1411). El 1412 les tropes imperials que intentaven restablir el control timúrida a Khwariz, van ser derrotades per la població enfurismada per algunes massacres i empresonaments. Xah Rukh va haver d'enviar noves forces sota el comandament de dos generals de bona trajectòria: Xah Mulk i Said Ali Tarkhan. Els dos amirs es van presentar a Urganj al front de les forces imperials i els notables de la ciutat van sortir i es van rendir. Els dos amirs van poder tornar a Khurasan si bé Xah Mulk va restar uns dies per organitzar el govern i l'administració del territori i dictar algunes normes suposadament justes. L'abril del 1413 Xah Malik va retornar a Herat on fou rebut amb honors per Xah Rukh que poc després el va nomenar governador de Khwariz, funcions en les quals va restar fins a la seva mort (de la qual no es dona la data si bé era viu vers 1425)
Xah Malik fou patró del sufi corasmi Xaykh Husayn Khwarazmí; es creu que va construir una madrasa a Jam i tenia nombrosos waqfs a Meixad on fou enterrat